# ناثان لونغ
ناثان لونغ (بالإنجليزية: Nathan Long)‏ هو لاعب دوري الرغبي أسترالي، ولد في 20 مايو 1973.